# Jacques de Groote
Jacques de Groote (* 25. Mai 1927 in Klerken, Houthulst, Belgien; † 21. September 2024 in Fiesole, Italien) war ein belgischer Finanzier und Bankier.

## Werdegang
Von Juli 1955 bis Januar 1957 war er als Assistent an der Cambridge University tätig. De Groote begann  als Finanzier im Januar 1957. Während der ersten  Monate des Jahres 1960 beteiligte er sich als Sekretär an der Vorbereitung der Entkolonialisierung von Belgisch Kongo. Von April 1960 bis Mai 1963 war er Assistent des belgischen Vertreters im Internationalen Währungsfonds und der Weltbank in Washington. Im Mai 1963 trat er in der Nationalbank in Belgien an, wo er im Bereich internationale Beziehungen tätig war. Im Juli 1965 wechselte er auf die Position eines Finanzberaters der belgischen Delegation der OECD in Paris, wo er mehrere Arbeitsgruppen leitete, welche die ersten Entwürfe der multilateralen Verträge untersuchten, die Privatinvestitionen garantierten. Zwischen März 1966 und Mai 1969 hatte er die Position eines wirtschaftlichen Beraters der Regierung des Präsidenten der Demokratischen Republik Kongo inne, wobei er auch hier zugleich als Finanzberater der dortigen Nationalbank tätig war.
1963 bis 1992 lehrte er als Professor an der Wirtschaftsfakultät der University of Namur (Belgien), wo er Vorlesungen hielt, die sich mit Geld- und Kredittheorien, Geldmechanismen und den aktuellen Problemen der internationalen Finanzwelt befassten. 1963 bis 1973 hatte er eine außerordentliche Professur an der Universität in Löwen inne. 1957 bis 1960 und 1963 bis 1965 war er Fachassistent an der Katholischen Universität in Lille (Frankreich), wo er Kurse über strukturelle Wirtschaftssysteme und Geschichte des ökonomischen Denkens gab. De Groote hatte den akademischen Titel MA von der Universität in Cambridge und die Titel des Rechts, der Wirtschafts- und Politikwissenschaften von seiner Alma Mater an der Universität in Löwen.
In den Jahren von 1973 bis 1994 war er Direktor des Internationalen Währungsfonds (IMF) und 1973–1991 Exekutivdirektor der Weltbank (IBRD). In dieser Zeit unterstützte er aktiv einige afrikanische Repräsentanten, damit der IMF und die Weltbank eine engere wirtschaftliche Zusammenarbeit mit ihnen anbahnen konnten. Außer seinem Wirken im Kongo hatte de Groote zugleich von April 1971 bis November 1973 die Position des Direktors der Forschungsabteilung der Nationalbank Belgiens inne. Innerhalb des IMF, in dem er bis 1994 aktiv war, vertrat de Groote eine Gruppe von Ländern, zu denen auch die Tschechoslowakei, bzw. die Tschechische Republik gehörte.
Ferner war er in übernationalen Institutionen tätig, wie z. B. in der Internationalen Finanz-Corporation (IFC) oder der Internationalen Entwicklungsassoziation (IDA).
De Grootes wirkte u. a. in Belgien, der Schweiz, im Kongo und Ruanda, in Ländern des ehemaligen Ostblocks einschließlich der Tschechischen Republik.

## Ehrungen
De Groote war Träger des Ordens Leopolds I. in der Klasse Grand Officer, der zweithöchsten belgischen staatlichen Auszeichnung. Ferner war er Träger des hohen Offiziersordens von Oranien-Nassau (Luxemburg), des Ordens für Verdienste um Österreich, des Ordens für Verdienste um Luxemburg, des ungarischen Ordens des Roten Sterns und des Ordens der Goldenen Palme von Zaire.